# Dmitrij Barsuk
Dmitrij Nikolaevič Barsuk (in russo Дмитрий Николаевич Барсук?; Armavir, 20 gennaio 1980) è un giocatore di beach volley russo.

## Palmarès

### Mondiali
- 1 medaglia:
  - 1 argento (Gstaad 2007)

### Europei
- 1 medaglia:
  - 1 bronzo (Amburgo 2008)